# Abdülkadir Ömür
Abdülkadir Ömür, född 25 juni 1999, är en turkisk fotbollsspelare som spelar för Hull City.

## Klubbkarriär
Ömür kom till Trabzonspor 2011 efter att ha upptäckts av klubbens scouter. Ömür debuterade i A-laget den 12 januari 2016 i en 4–1-vinst över Adanaspor i Turkiska cupen, där han blev inbytt i den 65:e minuten mot Soner Aydoğdu. Ömür gjorde sin Süper Lig-debut den 17 december 2016 i en 1–0-förlust mot İstanbul Başakşehir, där han blev inbytt i den 82:a minuten mot Serge Akakpo.
Den 1 februari 2024 värvades Ömür av engelska Championship-klubben Hull City, där han skrev på ett 3,5-årskontrakt.

## Landslagskarriär
Ömür debuterade för Turkiets landslag den 30 maj 2019 i en 2–1-vinst över Grekland, där han blev inbytt i halvlek mot Kenan Karaman. I juni 2021 blev Ömür uttagen i Turkiets trupp till EM i fotboll 2020.